# Encierros de Ampuero
Los encierros de Ampuero son un festejo popular taurino celebrados en la localidad de Ampuero (Cantabria, España) con motivo de la festividad de la Virgen Niña, a principios de septiembre. Fueron declarados Fiesta de Interés Turístico Nacional en 2019.

## Origen
Los orígenes de este festejo se encuentran en 1941, cuando, durante las fiestas de septiembre, una crecida de los ríos Asón y Vallino inundó los corrales de la plaza de toros de La Nogalera, poniendo en peligro a las vaquillas que en ellos se encontraban. Ante tal situación, un grupo de vecinos, entre los cuales se encontraba Juan Garmendia, decidió trasladar los animales a una finca de la familia Talledo situada al otro lado del pueblo.
El éxito que tuvo aquel encierro improvisado hizo que el acto adquiriera carácter tradicional y que, un año después, se celebrase el primer encierro organizado. En esa ocasión, para vallar el recorrido se utilizaron palos de eucalipto.
Esta tradición, a lo largo de los años ha ido evolucionando a medida que iba consolidándose y adquiriendo fama. En este sentido, al principio los encierros se realizaban con vaquillas, que fueron sustituidas más adelante por novillos, y finalmente por novillos-toros. Además, a los ocho novillos que se corrían durante los primeros años se añadieron, en 1961, dos cabestros. Finalmente, en relación con el número de encierros, de uno se pasó a celebrarse dos en 1969 y en 1981 se añadió otro hasta sumar un total de tres carreras por las calles del pueblo.

## Descripción del festejo

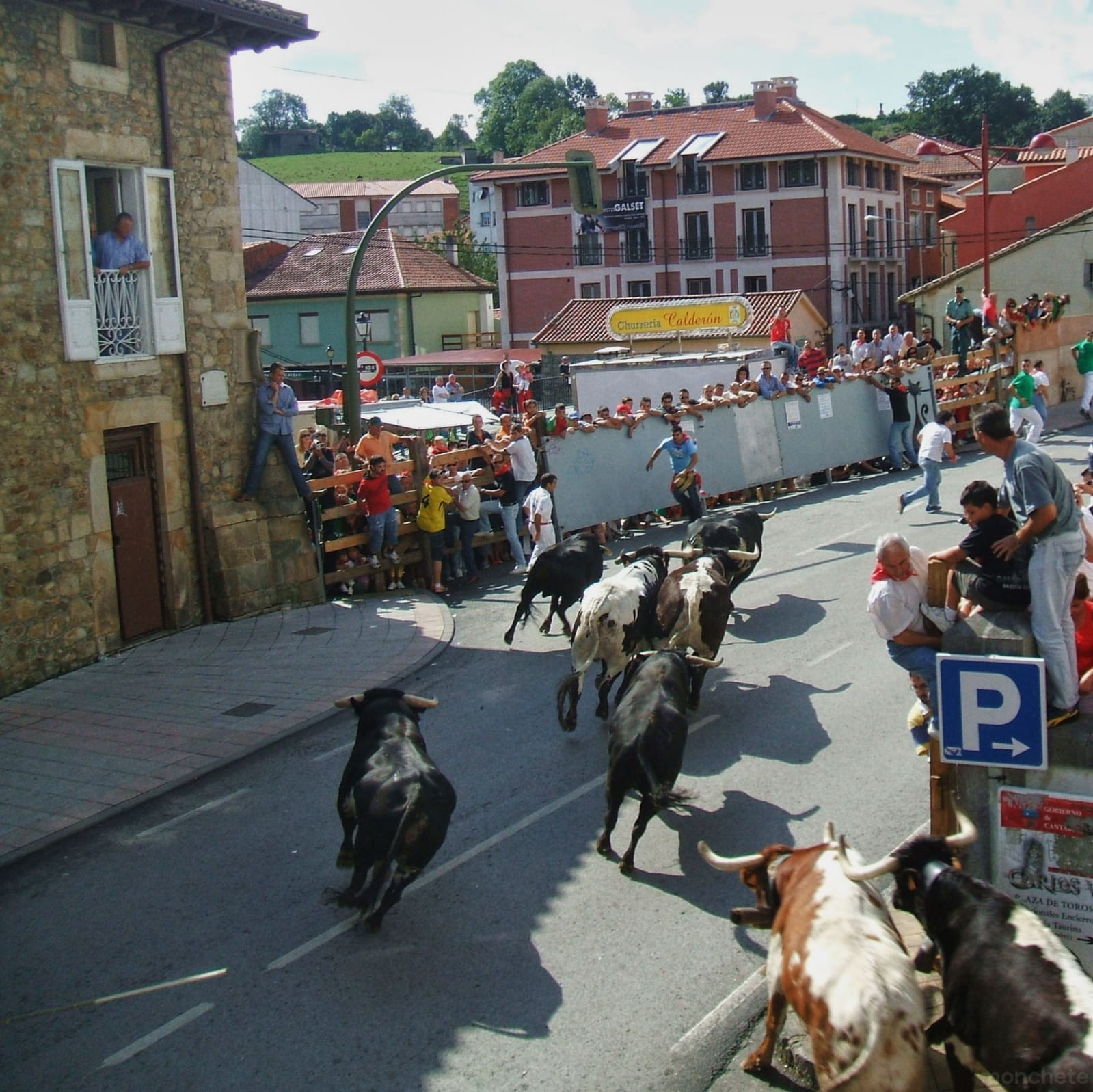
Encierros de Ampuero

Los encierros se celebran al mediodía y el recorrido, protegido por un vallado sólido desde donde los espectadores presencian la carrera, se inicia y finaliza en la plaza de toros de La Nogalera. Estas dos características son las señas peculiares de este festejo.
El recorrido, que aproximadamente dura 5 minutos, transcurre por el Puente grande y la calle José Antonio hasta la altura del Hostal La Pinta.
Respecto al cronograma de la celebración, éste se inicia con un primer chupinazo (también denominado bomba), que señala que se abren los corrales y que los novillos y los mansos salen al ruedo. Un segundo chupinazo anuncia que se abre la puerta exterior de la plaza de toros y el tercero advierte que la manada ha iniciado el recorrido del encierro. 
Finalmente, una vez concluido el encierro y con las reses en la plaza de toros y la puerta de la misma cerrada, se prosigue a lanzar el cuarto y último chupinazo, que anuncia el final del encierro.
Además del encierro se celebran otros actos de carácter taurino, como corridas de toros, corridas de rejones, encierros infantiles y un concurso de recortes.

## Reconocimientos

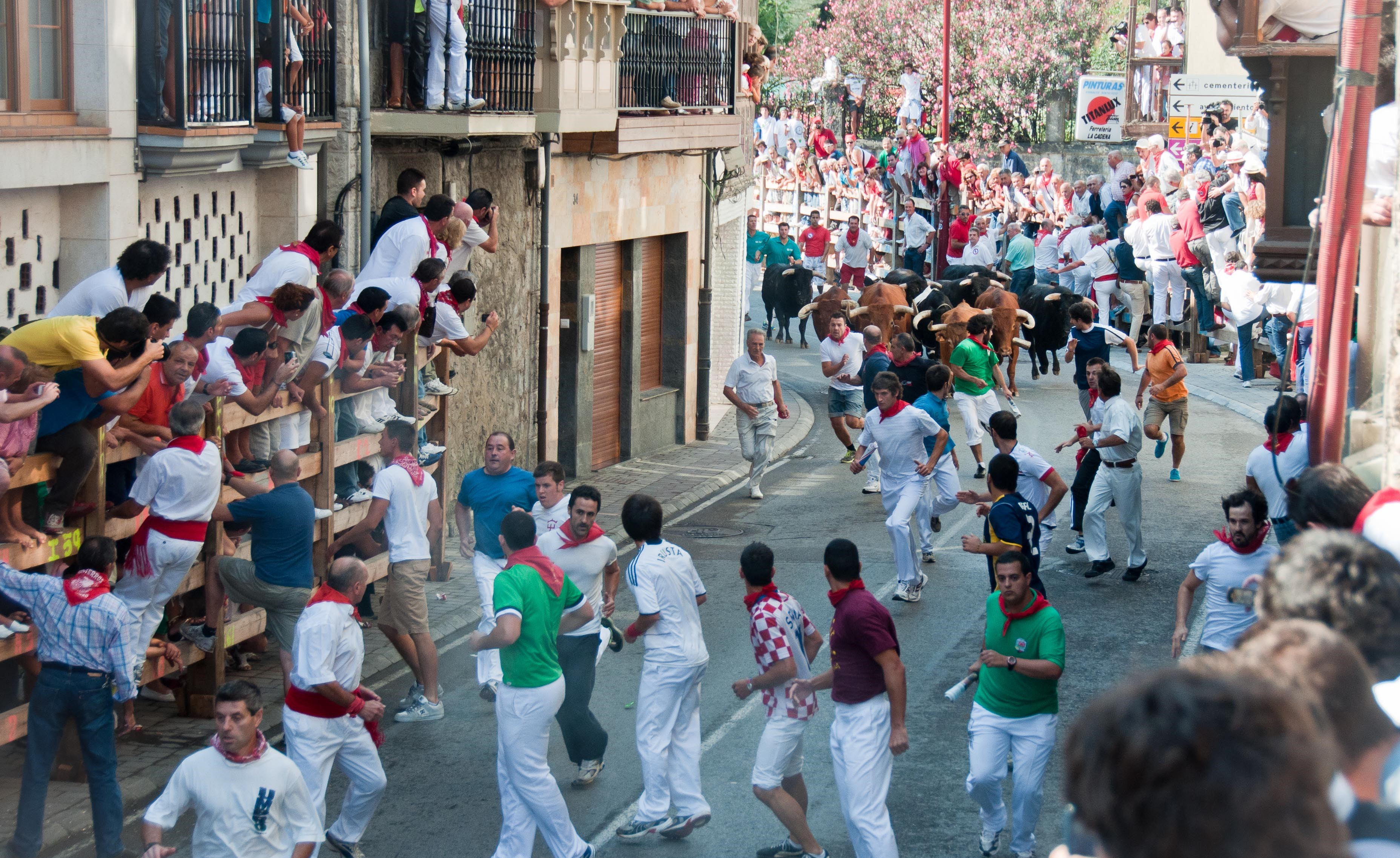
Encierros de Ampuero (2012)

- En 1993 el Gobierno cántabro otorgó a los encierros de Ampuero el título honorífico de Fiesta de Interés Turístico Regional.[11]

- El 23 de septiembre de 2019, el Boletín Oficial del Estado (BOE) publicó la resolución de la Secretaría de Estado de Turismo por la que se concede a los Encierros de Ampuero el título de Fiesta de Interés Turístico Nacional.[12]